# Franciszek Gąsiorowski
Franciszek Gąsiorowski (ur. 4 października 1876 w Strachocinie Szlacheckim k. Makowa Mazowieckiego, zm. 25 września 1939 w Warszawie) – polski duchowny rzymskokatolicki, działacz związkowy, poseł na Sejm II Rzeczypospolitej.

## Życiorys
Był synem właściciela folwarku Józefa i urzędniczki Weroniki z Trawińskich, bratem historyczki Natalii Gąsiorowskiej-Grabowskiej. Ukończył prywatną szkołę realną i warszawskie seminarium duchowne, 1896 został członkiem koła księży Collegium Secretum. W 1900 wstąpił do Ligi Narodowej, 1905 był współzałożycielem Stowarzyszenia Robotników Chrześcijańskich (SRCh), a 1906 Polskiego Stowarzyszenia Chrześcijańskiej Służby Domowej, współtworzył również ChD i był członkiem jej Rady Naczelnej i Zarządu Głównego. Prowadził pracę społeczną i oświatową wśród robotników, 1903-1904 współredagował pismo "Do Swoich" i należał do Towarzystwa Oświaty Narodowej, w jego mieszkaniu odbywały się konspiracyjne zjazdy i zebrania i przechowywano broń. Przed 1914 był prefektem na pensji Zofii Sierpińskiej (późniejszym Żeńskim Gimnazjum Filologicznym Z. Sierpińskiej) w Warszawie. Od 1910 wydawał pismo "Pracownica Katolicka". Podczas I wojny światowej należał do POW, organizował fundusze dla Legionów Polskich, po wojnie został prezesem Związku Zawodowego Chrześcijańskiej Służby Domowej. W 1920 był kapelanem w szpitalach frontowych i uczestnikiem plebiscytu na Warmii. Był wybierany posłem na Sejm RP kadencji I (1922–1927) i II (1928–1930). Od 1929 do 1933 patron SRCh, a także patron Stowarzyszenia Sług i Dozorców Domowych. Po zamachu majowym 1926 początkowo był przeciwnikiem piłsudczyków, 1930 zaprzestał działalności w ChD wobec niemożności współpracy z Wojciechem Korfantym, później wycofał się z działalności politycznej. Był wikariuszem i rektorem Kościoła św. Marcina w Warszawie. Zginął w czasie niemieckiego nalotu na Warszawę. Został pochowany w grobowcu rodziny Gąsiorowskich na cmentarzu Powązkowskim w Warszawie (kwatera 230-5-10/11).
W 1922 został odznaczony przez papieża Piusa XI krzyżem Pro Ecclesia et Pontifice. Ponadto był odznaczony Krzyżem Niepodległości i Orderem Rycerskim św. Grzegorza Wielkiego (1926).